# Macabre
MACABRE – drugi album japońskiej grupy Dir En Grey wydany w 2000. Wszystkie teksty napisał Kyo.

## Lista utworów
1. Deity (4:15)
2. Myaku (脈) (4:05)
3. Wake (理由) (5:12)
4. egniryS cimredopyH +) An Injection (5:16)
5. Hydra (5:41)
6. Hotarubi (蛍火) (6:06)
7. [KR]cube (4:09)
8. Berry (4:20)
9. MACABRE -Sanagi no Yume wa Ageha no Hane- (MACABRE-揚羽ノ羽三ノ夢ハ二蛹一-) (10:49)
10. Audrey (4:33)
11. Rasetsukoku (羅刹国) (3:35)
12. Zakuro (ザクロ) (8:37)
13. Taiyou no Ao (太陽の碧) (6:19)